# Эмилиано-Сапата (Табаско)
Эмилиа́но-Сапа́та (исп. Emiliano Zapata) — город в Мексике, в штате Табаско, входит в состав одноимённого муниципалитета и является его административным центром. Численность населения, по данным переписи 2020 года, составила 22 469 человек.

## Общие сведения
Название Emiliano Zapata дано в честь героя мексиканской революции, генерала Эмилиано Сапаты.
В 1524 году через эти места проходила экспедиция Кортеса, находившая покинутые деревни майя, среди которых была деревня Истапан, расположенная на месте нынешнего города Эмилиано-Сапата.
Возродили поселение несколько семей чонтали, перебравшихся в начале XVIII века из деревень муниципалитета Макуспана: Сан-Карлос и Сан-Фернандо. Позднее прибыли несколько семей народа чьяпанеки из Яхалона и Чилона, которые заняли выращиванием фруктов и сельхозпродукции. Поселение было названо Пунта-де-Каракас.
Через некоторое время доминиканские миссионеры проходили через деревню в канун Рождества, и назвали её Монтекристо.
2 февраля 1884 года поселение получило статус вильи, а 27 декабря 1927 года статус города, и сменило название на Эмилиано-Сапата.

## Население
| Год  | Численность | Численность |
| ---- | ----------- | ----------- |
| 2000 | 17 246      | [ 7 ]       |
| 2005 | 16 796      | [ 8 ]       |
| 2010 | 20 030      | [ 9 ]       |
| 2020 | 22 469      | [ 10 ]      |

## Фотографии

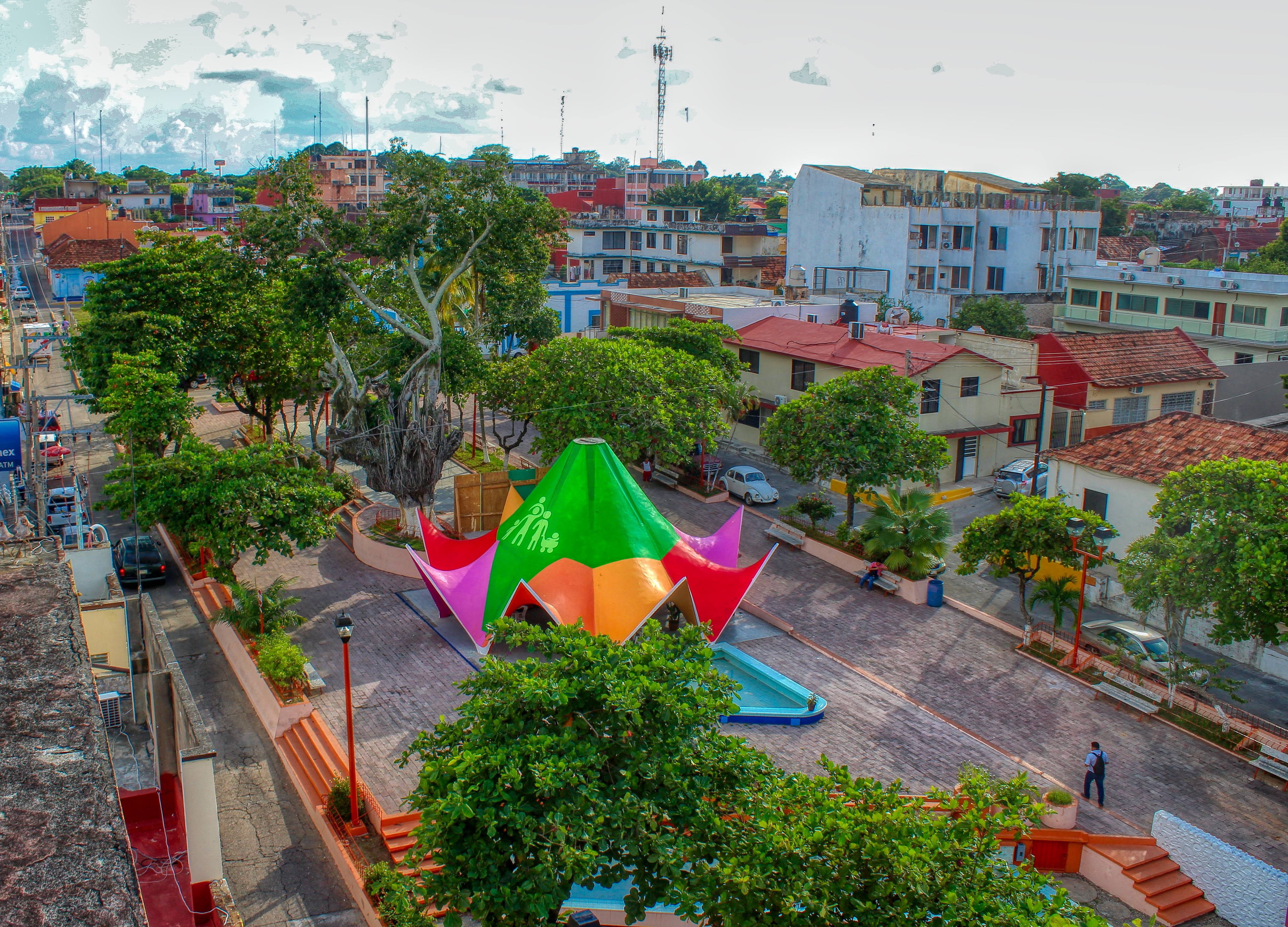
Центральный парк города
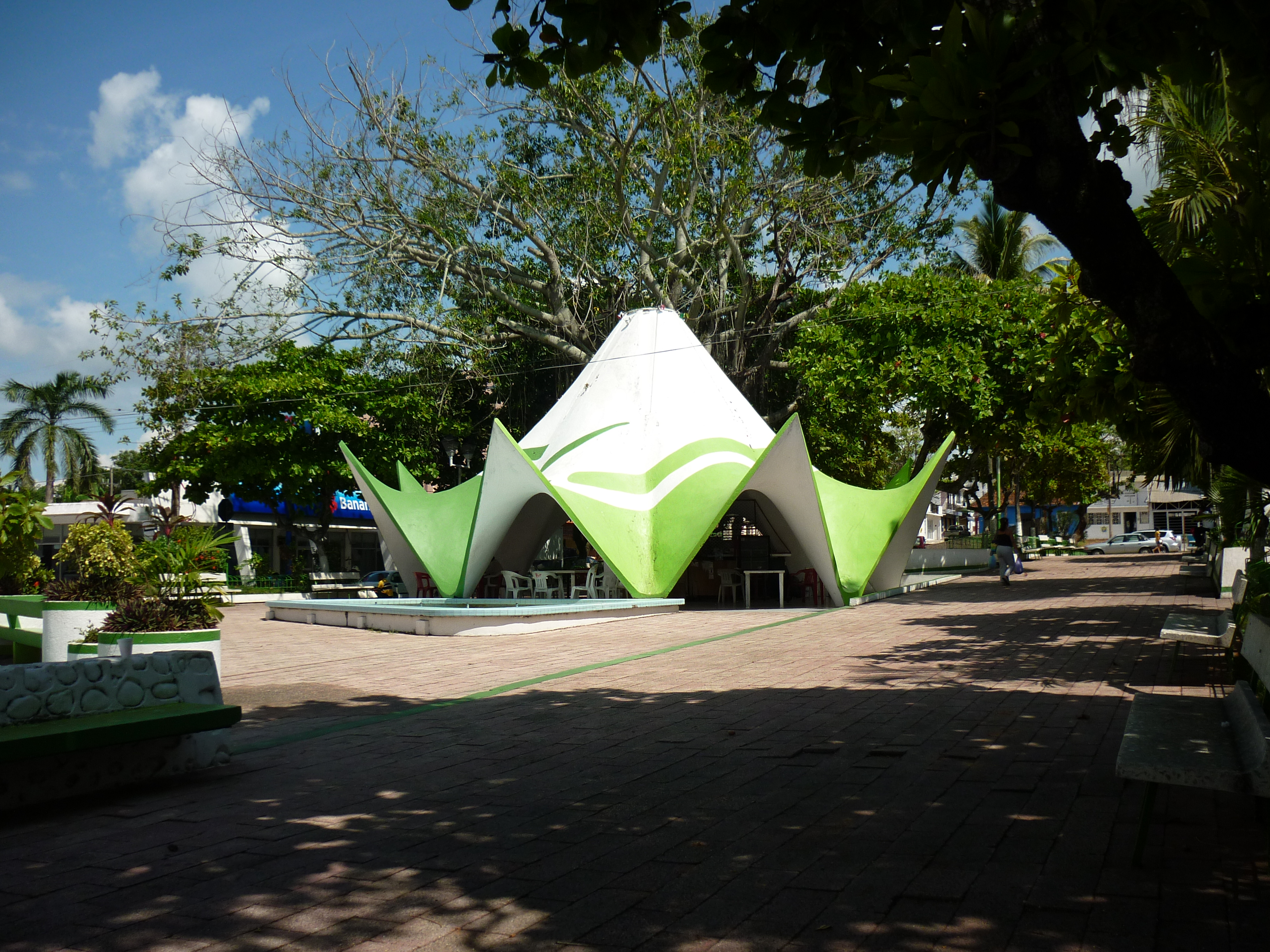
Павильон в центральном парке
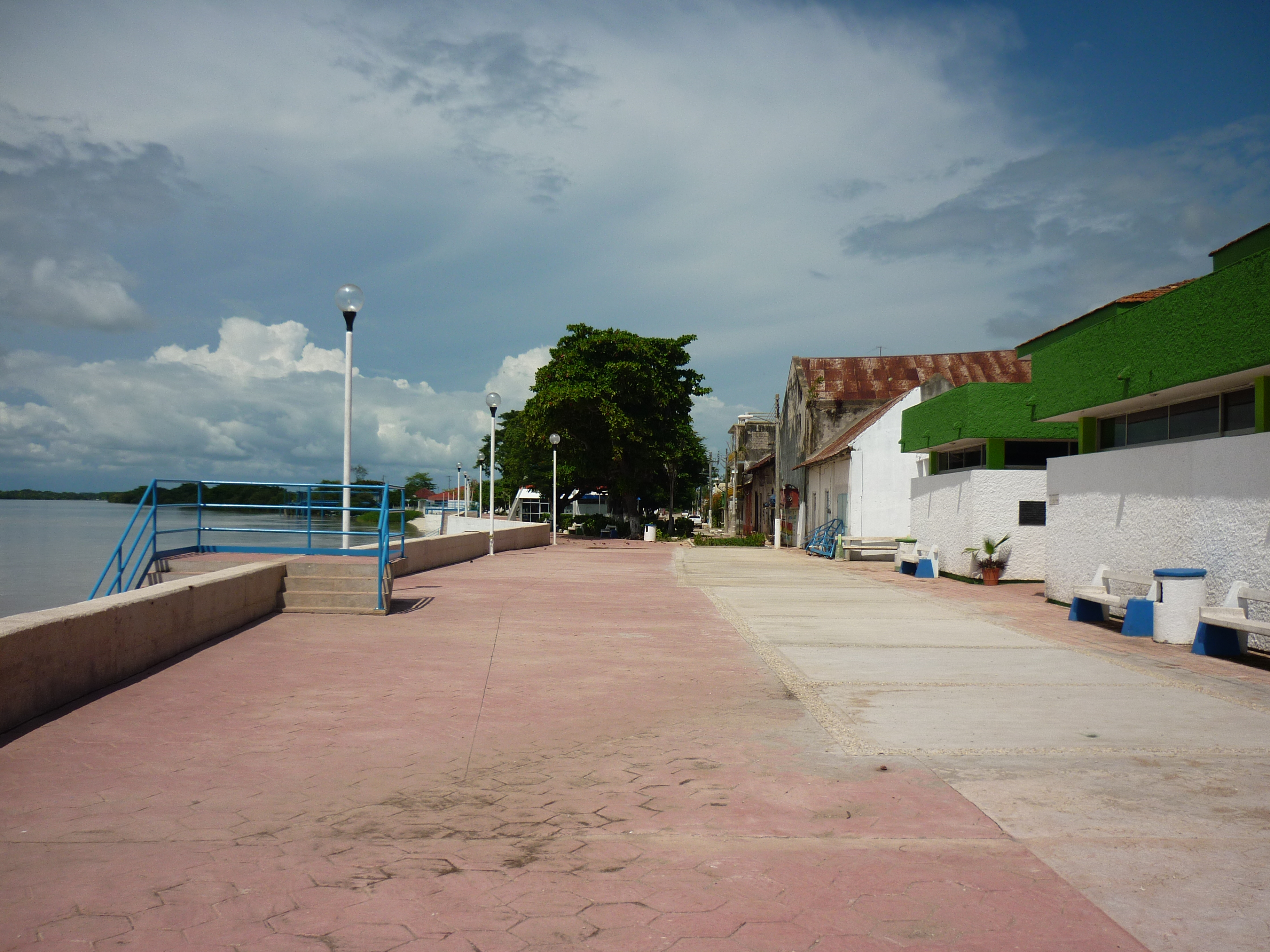
Городская набережная Усумасинты